# سرديان ديميتروف
سرديان ديميتروف (بالصربية: Срђан Димитров)‏ (28 يوليو 1992 بنوفي ساد في صربيا - ) هو لاعب كرة قدم صربي في مركز الوسط. لعب مع نابريداك كروشيفاتس وFK Inđija ‏.

## وصلات خارجية
- سرديان ديميتروف على موقع قاعدة بيانات كرة القدم.إي يو (الإنجليزية)
- سرديان ديميتروف على موقع Soccerway.com (الإنجليزية)